# XXXIV Premis Goya
La 34a edició dels Premis Goya del cinema espanyol van tenir lloc en el Palacio de Deportes José María Martín Carpena de Màlaga el 25 de gener de 2020, en una cerimònia que, per segon any consecutiu, va ser presentada per Sílvia Abril i Andreu Buenafuente.
Els nominats van ser anunciats el 2 de desembre de 2019, en un acte presentat pels actors Miguel García Herrán i Elena Anaya.

## Premis per pel·lícula
| Nominacions | Pel·lícules per nom                    | Premis |
| ----------- | -------------------------------------- | ------ |
| 17          | Mientras dure la guerra                | 5      |
| 16          | Dolor y gloria                         | 7      |
| 15          | La trinchera infinita                  | 2      |
| 5           | Intemperie                             | 2      |
| 4           | Buñuel en el laberinto de las tortugas | 1      |
| 4           | Lo que arde                            | 2      |
| 4           | Ventajas de viajar en tren             | 0      |
| 3           | Adiós                                  | 0      |
| 3           | El hoyo                                | 1      |
| 3           | Madre                                  | 0      |
| 3           | Quien a hierro mata                    | 1      |
| 2           | Klaus                                  | 0      |
| 2           | La hija de un ladrón                   | 1      |
| 2           | La innocència                          | 0      |

## Premis per categoria
| Millor pel·lícula                             | Millor pel·lícula | Millor director                  | Millor director |
| --------------------------------------------- | --- | -------------------------------- | --- |
|                                               | - Dolor y gloria - Intemperie - La trinchera infinita - Lo que arde - Mientras dure la guerra |                                  | - Pedro Almodóvar — Dolor y gloria - Aitor Arregi, Jon Garaño i Jose Mari Goenaga — La trinchera infinita - Óliver Laxe — Lo que arde - Alejandro Amenábar — Mientras dure la guerra |
| Millor actor                                  | Millor actor | Millor actriu                    | Millor actriu |
|                                               | - Antonio Banderas — Dolor y gloria - Antonio de la Torre — La trinchera infinita - Karra Elejalde — Mientras dure la guerra - Luis Tosar — Quien a hierro mata |                                  | - Belén Cuesta — La trinchera infinita - Penélope Cruz — Dolor y gloria - Greta Fernández — La hija de un ladrón - Marta Nieto — Madre |
| Millor actor secundari                        | Millor actor secundari | Millor actriu secundària         | Millor actriu secundària |
|                                               | - Eduard Fernández — Mientras dure la guerra - Asier Etxeandia — Dolor y gloria - Leonardo Sbaraglia — Dolor y gloria - Luis Callejo — Intemperie |                                  | - Julieta Serrano — Dolor y gloria - Mona Martínez — Adiós - Natalia de Molina — Adiós - Nathalie Poza — Mientras dure la guerra |
| Millor actor revelació                        | Millor actor revelació | Millor actriu revelació          | Millor actriu revelació |
|                                               | - Enric Auquer - Quien a hierro mata - Nacho Sánchez — Diecisiete - Vicente Vergara — La trinchera infinita - Santi Prego — Mientras dure la guerra |                                  | - Benedicta Sánchez — Lo que arde - Pilar Gómez — Adiós - Carmen Arrufat — La innocència - Ainhoa Santamaría — Mientras dure la guerra |
| Millor guió original                          | Millor guió original | Millor guió adaptat              | Millor guió adaptat |
|                                               | - Pedro Almodóvar — Dolor y gloria - David Desola i Pedro Rivero — El hoyo - Jose Mari Goenaga i Luiso Berdejo — La trinchera infinita - Alejandro Amenábar i Alejandro Hernández — Mientras dure la guerra                                                                                             |                                  | - Benito Zambrano, Daniel Remón i Pablo Remón — Intemperie - Eligio Montero i Salvador Simó — Buñuel en el laberinto de las tortugas - Isabel Peña i Rodrigo Sorogoyen — Madre - Javier Gullón — Ventajas de viajar en tren |
| Millor director novell                        | Millor director novell | Millor pel·lícula documental     | Millor pel·lícula documental |
|                                               | - Belén Funes — La hija de un ladrón - Salvador Simó — Buñuel en el laberinto de las tortugas - Galder Gaztelu-Urrutia — El hoyo - Aritz Moreno — Ventajas de viajar en tren |                                  | - Ara Malikian: Una vida entre las cuerdas - Aute Retrato - El cuadro - Historias de nuestro cine |
| Millor direcció de producció                  | Millor direcció de producció | Millor muntatge                  | Millor muntatge |
|                                               | - Carla Pérez de Albéniz — Mientras dure la guerra - Toni Novella — Dolor y gloria - Manolo Limón — Intemperie - Ander Sistiaga — La trinchera infinita |                                  | - Teresa Font — Dolor y gloria - Laurent Dufreche i Raúl López — La trinchera infinita - Alberto del Campo — Madre - Carolina Martínez Urbina — Mientras dure la guerra |
| Millor música original                        | Millor música original | Millor cançó original            | Millor cançó original |
|                                               | - Alberto Iglesias — Dolor y gloria - Arturo Cardelús — Buñuel en el laberinto de las tortugas - Pascal Gaigne — La trinchera infinita - Alejandro Amenábar — Mientras dure la guerra |                                  | - "Intemperie" — Intemperie; composta per Javier Ruibal - "Invisible" — Klaus; composta per Caroline Pennell, Jussi Ilmari Karvinen (Jussifer) i Justin Tranter - "Allí en la arena" — La innocència; composta por Toni M. Mir - "Nada de las dos lunas" de Sergio de la Puente — La noche de las dos lunas; composta por Lorena López Martínez |
| Millor fotografia                             | Millor fotografia | Millor direcció artística        | Millor direcció artística |
|                                               | - Mauro Herce — Lo que arde - José Luis Alcaine — Dolor y gloria - Javier Agirre Erauso — La trinchera infinita - Álex Catalán — Mientras dure la guerra |                                  | - Juan Pedro de Gaspar — Mientras dure la guerra - Antxón Gómez — Dolor y gloria - Pepe Domínguez — La trinchera infinita - Mikel Serrano — Ventajas de viajar en tren |
| Millor disseny de vestuari                    | Millor disseny de vestuari | Millor maquillatge i perruqueria | Millor maquillatge i perruqueria |
|                                               | - Sonia Grande — Mientras dure la guerra - Paola Torres — Dolor y gloria - Lourdes Fuentes i Saioa Lara — La trinchera infinita - Alberto Valcárcel — Paradise Hills |                                  | - Ana López-Puigcerver, Belén López-Puigcerver i Nacho Díaz — Mientras dure la guerra - Ana Lozano, Sergio Pérez Berbel i Montse Ribé — Dolor y gloria - Yolanda Piña, Félix Terrero i Nacho Díaz — La trinchera infinita - Karmele Soler i Olga Cruz — Ventajas de viajar en tren                                                              |
| Millor so                                     | Millor so | Millors efectes especials        | Millors efectes especials |
|                                               | - Iñaki Díez, Alazne Ameztoy, Xanti Salvador i Nacho Royo-Villanova — La trinchera infinita - Sergio Bürmann, Pelayo Gutiérrez i Marc Orts — Dolor y gloria - Aitor Berenguer i Gabriel Gutiérrez — Mientras dure la guerra - David Machado, Gabriel Gutiérrez i Yasmina Praderas — Quien a hierro mata |                                  | - Mario Campoy i Iñaki Madariaga — El hoyo - Jon Serrano i David Heras — La trinchera infinita - Raúl Romanillos i Juanma Nogales — Mientras dure la guerra - Juan Ramón Molina i Félix Bergés — Perdiendo el este |
| Millor pel·lícula d'animació                  | Millor pel·lícula d'animació | Millor curtmetratge d'animació   | Millor curtmetratge d'animació |
|                                               | - Buñuel en el laberinto de las tortugas - Elkano, lehen mundu bira - Klaus |                                  | - Madrid 2120 — José Luís Quirós i Paco Sáez - El árbol de las almas perdidas — Laura Zamora Cabeza - Homomaquia — David Fidalgo Omil - Muedra — César Díaz Meléndez |
| Millor curtmetratge documental                | Millor curtmetratge documental | Millor curtmetratge de ficció    | Millor curtmetratge de ficció |
|                                               | - Nuestra vida como niños refugiados en Europa — Silvia Venegas Venegas - 2001 Destellos en la oscuridad — Pedro González Bermúdez - El infierno — Raúl de la Fuente - El sueño europeo: Serbia — Jaime Alekos                                                                                          |                                  | - Suc de síndria — Irene Moray - El nadador Arxivat 2020-08-09 a Wayback Machine. — Pablo Barce - Foreigner Arxivat 2020-09-18 a Wayback Machine. — Carlos Violadé Guerrero - Maras — Salvador Calvo - Xiao Xian — Jiajie Yu Yan |
| Millor pel·lícula estrangera de parla hispana | Millor pel·lícula estrangera de parla hispana | Millor pel·lícula europea        | Millor pel·lícula europea |
|                                               | - La odisea de los giles — Sebastián Borensztein - Araña — Andrés Wood - El despertar de las hormigas — Antonella Sudassasi Furnis - Monos — Alejandro Landes |                                  | - Les Misérables — Ladj Ly - Border — Ali Abbasi - Portrait de la jeune fille en feu — Céline Sciamma - Yesterday — Danny Boyle |
| Premi Goya d'Honor                            | |                                  | |
| Pepa Flores ‘Marisol'                         | |                                  | |